# Shona Laing
Shona Laing (9 ottobre 1955) è una cantante e musicista neozelandese.

## Biografia
Shona Laing è salita alla ribalta nel 1972, quando si è classificata seconda al talent televisivo New Faces. Tra il 1972 e il 1973 ha piazzato tre singoli nella classifica neozelandese, 1905, Show Your Love e Masquerade: i primi due hanno raggiunto entrambi la 4ª posizione mentre il terzo la 11ª. Il suo ingresso nella classifica nazionale degli album è invece avvenuto nel 1987, con South, alla 16ª posizione. È stato trainato dal singolo (Glad I'm) Not a Kennedy, arrivato al numero 2 in Nuova Zelanda e al 9 Australia. Nella classifica neozelandese dei dischi Laing ha raggiunto la posizione più alta cinque anni dopo, alla 4ª, con New on Earth. Durante la sua carriera ha vinto cinque New Zealand Music Awards, tra cui il Legacy Award.

## Discografia

### Album in studio
- 1972 – Whispering Afraid
- 1974 – Shooting Stars Are Only Seen at Night
- 1981 – Tied to the Tracks
- 1985 – Genre
- 1987 – South
- 1992 – New on Earth
- 1994 – Shona
- 1997 – Roadworks
- 2007 – Pass the Whisper

### Raccolte
- 1991 – 1905–1990 Retrospective
- 2002 – The Essential Shona Laing
- 2020 – Hindsight

### Singoli
- 1972 – 1905
- 1973 – Show Your Love
- 1973 – Masquerade
- 1973 – Someone to Be With
- 1974 – I'm Crying Too
- 1975 – Don't You Think It's Time
- 1975 – I Love My Feet
- 1980 – Whistling Waltzes
- 1980 – Don't Tell Me
- 1981 – Bundle of Nerves
- 1984 – America
- 1985 – One in a Million
- 1987 – (Glad I'm) Not a Kennedy
- 1987 – Drive Baby Drive
- 1987 – Soviet Snow
- 1987 – Caught (Between the Devil and the Deep Blue Sea)
- 1992 – Walk Away (42nd Street)
- 1992 – Fear of Falling
- 1992 – Thief to Silver
- 1993 – Mercy of Love
- 1994 – Kick Back